# Spieka
Spieka (niederdeutsch Spiek) ist ein Ortsteil der Ortschaft Nordholz. Das eingemeindete Nordholz gehört seit 2015 zur Einheitsgemeinde Wurster Nordseeküste im niedersächsischen Landkreis Cuxhaven.

## Geografie

### Lage
Spieka liegt zwischen den Städten Bremerhaven und Cuxhaven im Land Wursten.

### Ortsgliederung
- Cappel-Neufeld
- Spieka (Hauptort)
- Spieka-Neufeld

### Nachbarorte
|       |                                             | Cuxhaven – Stadtteil Berensch-Arensch Cuxhaven – Stadtteil Altenwalde/Ortsteil Oxstedt Nordholz |
|       | Kompassrose, die auf Nachbargemeinden zeigt |                                                                                                 |
| Dorum | Cappel                                      | Midlum                                                                                          |

(Quelle:)

## Geschichte

### Eingemeindungen
Am 1. Juli 1968 schlossen sich die Gemeinden Cappel-Neufeld, Spieka und Spieka-Neufeld zu der Gemeinde Spieka zusammen.
Im Zuge der Gebietsreform in Niedersachsen, die am 1. März 1974 stattfand, wurde die zuvor selbständige Gemeinde Spieka, sowie Gebietsteile der Gemeinde Midlum mit damals etwa 50 Einwohnern in die Gemeinde Nordholz eingegliedert.
Zum 1. Januar 2015 fusionierte die Gemeinde Nordholz mit der Samtgemeinde Land Wursten zur Einheitsgemeinde Wurster Nordseeküste.

### Einwohnerentwicklung
| Jahr      | 1910  | 1925  | 1933  | 1939  | 1950  | 1956  | 1973  |
| --------- | ----- | ----- | ----- | ----- | ----- | ----- | ----- |
| Einwohner | 771   | 888   | 865   | 851   | 1384  | 1131  | 1543  |
| Quelle    | [ 6 ] | [ 7 ] | [ 7 ] | [ 7 ] | [ 8 ] | [ 8 ] | [ 1 ] |

|  |

## Politik

### Ortsrat und Ortsbürgermeister
Auf kommunaler Ebene wird Spieka von dem Ortsrat aus Nordholz vertreten.

### Wappen
Der Entwurf des Kommunalwappens von Spieka stammt von dem Heraldiker und Wappenmaler Albert de Badrihaye, der zahlreiche Wappen im Landkreis Cuxhaven erschaffen hat.
| Wappen von Spieka | Blasonierung: „In Rot ein aufgerichteter silberner Schlüssel mit nach rechts gewandtem Bart, rechts und links begleitet von je einem silbernen Kleeblatt.“                                        |
| Wappen von Spieka | Wappenbegründung: Der Schlüssel erinnert an die Sage, dass der Ortsname von einem Speicher herrührt, der später zur Kirche umgebaut worden sein soll. Die Kleeblätter sind Sinnbilder der Marsch. |

## Kultur und Sehenswürdigkeiten

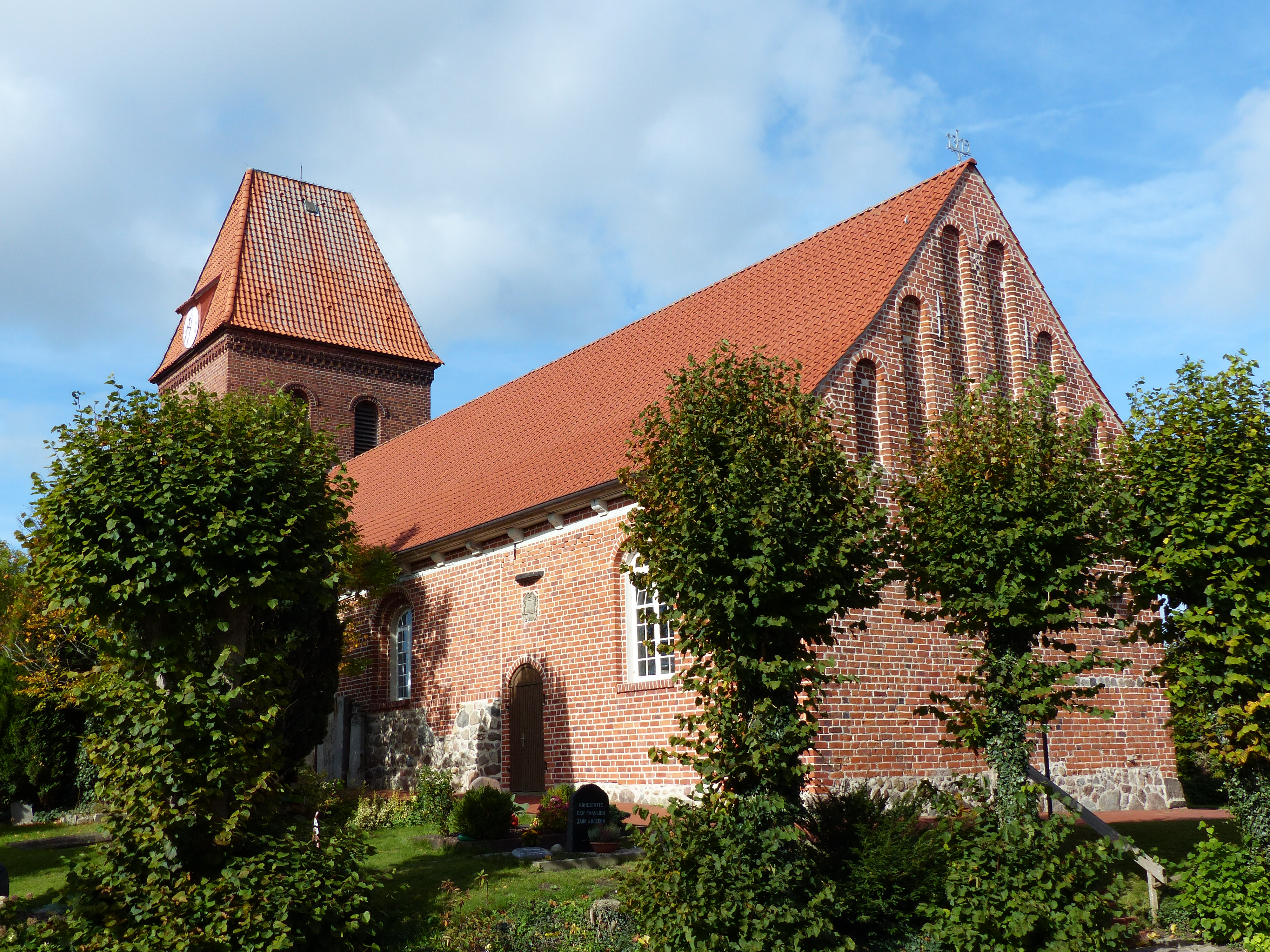
St.-Georg-Kirche

### Bauwerke
- St.-Georg-Kirche mit spätgotischem Chorgiebel aus dem frühen 16. Jahrhundert
- Hofanlage Spiekaer Südermarren 30 von 1862
- Gasthaus & Schmiede, Alter Deich 60 von um 1880

### Vereine und Verbände
- Förderkreis Sportverein Spieka
- Jagdgenossenschaft Spieka
- Sportverein Spieka

## Persönlichkeiten

### Söhne und Töchter des Ortes
- Johann Friedrich Hackmann (1756–1812), Historiker und Geograph, Ehrenmitglied der Russischen Akademie der Wissenschaften
- Carl Johann Conrad Wyneken (1763–1825), evangelisch-lutherischer Pastor, Landessuperintendent, Hof- und Schlossprediger
- Ferdinand Alpers (1842–1912), Lehrer und Autor sowie Philologe
- Traute Brüggebors (* 1942), Lehrerin und niederdeutsche Autorin

### Personen, die mit dem Ort in Verbindung stehen
- Wilhelm Hartung (1919–2003), Zeichner, Karikaturist, Illustrator und Autor plattdeutscher Erzählungen und Reime, er war nach dem Zweiten Weltkrieg Milchkontrolleur in Spieka
- Ernst-Eberhard Weinhold (1920–2013), Arzt und Standespolitiker, er war von 1956 bis 1993 Landarzt in Spieka, wurde in Spieka begraben

## Sagen und Legenden
- Der Spukweg bei Spieka[10]
- Die Katze als Schutzengel[11]
- Wie Spieka zu seinem Namen gekommen ist[12]
- Witte wahr di – de Swarte holt di[13]